# Musikåret 1917

## Händelser
- Januari – Svenska skivbolaget Svea, startat av Selma Hillström, registreras.[1]
- Mars – Skivbolaget Victor ger ut vad som allmänt räknas som den första jazzskivan: Livery Stable Blues och Dixieland Jass Band One-Step på Victor 18255 med Original Dixieland Jazz Band.
- 27 mars – Giacomo Puccinis opera Svalan har urpremiär i Monte Carlo.
- 12 maj – Baletten Träprinsen av Béla Bartók uruppförs i Budapest.

### Okänt datum
- Svenska skivmärket Bravo upphör.[2]
- Tyska skivmärket Matador slutar ge ut inspelningar från Beka.[3]

## Årets sånger
- Tico-Tico no Fubá
- Till havs

## Födda
- 10 januari – Jerry Wexler, amerikansk musikjournalist som och musikproducent.
- 24 januari – Staffan Broms, svensk sångare.
- 25 februari – Anthony Burgess, brittisk författare och tonsättare.
- 19 mars – Dinu Lipatti, rumänsk kompositör och pianist.
- 20 mars – Vera Lynn, brittisk sångare.
- 26 mars – Rufus Thomas, amerikansk sångare och komiker.
- 22 april – Yvette Chauviré, fransk prima ballerina och skådespelare.
- 25 april – Ella Fitzgerald, amerikansk jazzsångare.
- 1 maj – Danielle Darrieux, fransk skådespelare och sångare.
- 14 maj – Norman Luboff, amerikansk körledare och musikarrangör.
- 16 maj – Vera Rózsa, ungerskfödd brittisk sångpedagog.
- 19 maj – Ingvar Wieslander, svensk kompositör och kapellmästare.
- 7 juni – Dean Martin, amerikansk sångare och skådespelare.
- 28 juni – Wilfred Burns, brittisk kompositör, arrangör av svensk filmmusik.
- 30 juni – Lena Horne, amerikansk sångare och skådespelare.
- 2 juli
  - Stuart Görling, svensk kompositör och arrangör av filmmusik.
  - Murry Wilson, amerikansk musikproducent.
- 22 juli – Lothar Lindtner, norsk skådespelare och sångare.
- 22 augusti – John Lee Hooker, amerikansk sångare, gitarrist.
- 9 september – Maj Sønstevold, svensk kompositör.
- 30 september – Buddy Rich, amerikansk trumslagare och orkesterledare.
- 7 oktober – June Allyson, amerikansk skådespelare och musikalartist.
- 10 oktober – Thelonious Monk, amerikansk jazzpianist.
- 21 oktober – Dizzy Gillespie, amerikansk jazztrumpetare och orkesterledare.
- 12 november – Jo Stafford, amerikansk jazzsångare.
- 14 november – Henry Theel, finländsk sångare.
- 23 december – Sven Aage Andersen, norsk-svensk skådespelare, sångare, dansare, koreograf, kompositör och sångtextförfattare.
- 29 december – Daniel Helldén, svensk tonsättare och körledare.

## Avlidna
- 4 mars – Julius Bechgaard, 73, dansk tonsättare.
- 20 mars – Sophie Cysch, 69, svensk skådespelare och operettsångare.
- 25 mars – Spyridon Samaras, 55, grekisk tonsättare.
- 1 april – Scott Joplin, 49, amerikansk kompositör och pianist.
- 27 maj – August Melcher Myrberg, 89, svensk tonsättare.
- 12 juni – Teresa Carreño, 63, venezuelansk pianist, sångare, tonsättare och dirigent.
- 29 juni – Wilhelm Björkgren, 70, svensk tonsättare, violinist, kyrkomusiker och musikpedagog.
- 16 juli – Philipp Scharwenka, 70, tysk tonsättare och musiklärare.
- 12 augusti – Paul Gerdt, 72, rysk balettdansör och koreograf.
- 3 oktober – Eduardo di Capua, 52, italiensk kompositör.
- 7 december – Léon Minkus, 91, österrikisk balettkompositör och violinist av tjeckisk och polsk börd.

### Fotnoter
1. ↑  ”78:or & film”. http://78-varv.atspace.cc/sveask.htm. Läst 3 juni 2011.
2. ↑  ”78:or & film”. http://78-varv.atspace.cc/artiphon.htm. Läst 3 juni 2011.
3. ↑  ”78:or & film”. http://78-varv.atspace.cc/matador.htm. Läst 3 juni 2011.